# Matyáš
Matyáš je mužské rodné jméno vycházející přes řecké Ματθίας (Matthias) z hebrejského Mattihjáh „dar boží“. Ze stejné řecké podoby jména vychází jméno Matěj, z variantní podoby Ματθαῖος (Mathaios) pak jméno Matouš. Významovými obdobami jsou jména Božidar, Teodor a Jonatán.

## Užití v českojazyčném prostředí
Jméno Matyáš bylo na počátku 21. století v Česku užíváno běžně, ale méně než variantní podoba Matěj. Nosilo jej 22 954 lidí a bylo tak 107. v pořadí četnosti, přibližně od roku 2000 však zažívalo výrazný narůst popularity pro novorozené chlapce a v tomto ohledu od roku 2012 bylo pátou či čtvrtou nejoblíbenější volbou.

## Jazykové verze
Mezi různé podoby jména patří:
- Maciej (polsky)[1]
- Mads (dánsky)[2]
- Mateo (španělsky)[1]
- Matias (portugalsky)[1]
- Matei (rumunsky)[1]
- Matej (slovensky, srbochorvatsky)[1]
- Mateja (srbochorvatsky)[1]
- Matevos (arménsky)[1]
- Matfij (rusky)[1]
- Mathias (dánsky, finsky, německy, portugalsky, norsky)[1][2]
- Mathies (dánsky)[1]
- Mathis (německy)[2]
- Matij(a) (srbochorvatsky)[1]
- Matthew (anglicky)[1]
- Mattia (italsky)[1]
- Matteo (italsky)[1]
- Matthias (anglicky, francouzsky. německy, nizozemsky, řecky)[1]
- Matthieu (francouzsky)[1]
- Matts (švédsky)[1]
- Mattis (švédsky)[1]
- Matvej (rusky)[1]
- Matyas (švédsky)[1]
- Mátyás (maďarsky)[1]

## Známí nositelé jména
- Matyáš z Arrasu – stavitel pražské katedrály
- Matyáš Balzer – český rytec
- Matyáš Bernard Braun – sochař a řezbář
- Matyáš Blažek – jazykovědec, pedagog a spisovatel v oboru české mluvnice, stylistiky a dějin české literatury
- Matyáš Bydžovský z Aventina – profesor pražské univerzity, písař a kancléř Starého Města pražského
- Matthias Freihof – německý herec
- Matthias Grünewald – německý renesanční malíř
- Matyáš Habsburský – císař
- Matyáš Korvín – uherský král
- Matyáš Lerch – český matematik
- Mathias Rust – přistál 1987 poblíž Rudého náměstí v Moskvě
- Matyáš Sandorf – fiktivní hrdina stejnojmenného románu Julese Vernea
- Jindřich Matyáš Thurn – vůdčí osobnost českého stavovského povstání
- Matthew Gregory Lewis – anglický spisovatel a dramatik
- Matyáš Preinlein - německý tiskař působící v českých zemích, byl průkopníkem Knihtisku na Moravě.